# Luc Vandal
Luc Vandal est un producteur de cinéma canadien.

## Filmographie
- 1990 : Rafales
- 1997 : La Conciergerie
- 1998 : L'Âge de braise
- 1999 : Matroni et moi
- 2000 : La Vie après l'amour
- 2000 : Maelström
- 2001 : L'Ange de goudron
- 2002 : La Turbulence des fluides
- 2003 : Comment ma mère accoucha de moi durant sa ménopause
- 2003 : Père et Fils
- 2003 : La Grande Séduction
- 2005 : La Vie avec mon père
- 2005 : Saints-Martyrs-des-Damnés
- 2006 : Le Guide de la petite vengeance
- 2010 : À l'origine d'un cri
- 2011 : Marécages
- 2016 : Les Mauvaises Herbes
- 2017 : Le Problème d'infiltration
- 2020 : La Déesse des mouches à feu

## Distinction

### Récompenses
- 2017 : Prix AQPM Cinéma, remis à La Coop Vidéo (Lorraine Dufour et Luc Vandal), pour Les Mauvaises herbes[1]
- 2018 : Prix Iris de la Meilleure interprétation dans un premier rôle masculin pour Christian Bégin dans Le Problème d'infiltration
- 2021 : Prix Iris du Meilleur film pour La Déesse des mouches à feu[2]

### Nomination
- 2002 : Prix Jutra pour le Meilleur film avec Roger Frappier pour L'Ange de goudron
- 2018 : Prix Iris du Meilleur film pour Le Problème d'infiltration
- 2021 : Prix Iris du Meilleur film pour La Déesse des mouches à feu[3]